# 勝川春童
勝川 春童（かつかわ しゅんどう、生没年不詳）とは、江戸時代の浮世絵師。

## 来歴
勝川春章の門人。本姓は林、名は春道。画姓に勝、勝川を称し、祥用、蘭徳斎、春童、のちに春道と号す。春章門人の中では最古参で、はじめは春章の師である宮川春水の門人であったといわている。作画期は安永から寛政の頃にかけてで春章風の細判役者絵を描き、黄表紙などの版本の挿絵、武者絵や絵暦なども手掛けている。

## 作品
- 『管巻』　噺本　糟喰人月風作　※安永6年刊行
- 『鞍馬天狗三略巻』　黄表紙　宮村杏李作　※天明4年（1784年）
- 『亀子出世』　黄表紙　※天明8年
- 『会本見男女沙目』　国際日本文化研究センター所蔵
- 「二代目市川八百蔵の死絵」　細判錦絵　チェスター・ビーティ図書館所蔵　※安永6年（1777年）
- 「九代目市村羽左衛門」　細判錦絵　大英博物館所蔵　※安永 - 天明初期
- 「船宿ささや前の二世中村五郎と三世大谷広次」　細判2枚続錦絵　※安永4年
- 「二世中村五郎」　細判錦絵　※安永頃
- 「三世瀬川菊之丞」　細判錦絵　ボストン美術館所蔵　※同上
- 「五世市川団十郎」　細判錦絵　※同上
- 「上杉謙信と一七将の図」　大判錦絵　※寛政頃
- 「内裏雛」　大判錦絵2枚続　ボストン美術館所蔵　※「勝春道画」の落款あり